# Dominic Darceuil
Dominic Darceuil est un acteur canadien devenu peintre, dessinateur et sculpteur, né le 20 mars 1972.

## Biographie
En tant qu'acteur, Dominic Darceuil a effectué ses études d'interprète à l'École nationale de théâtre du Canada. Il a contribué au succès de plusieurs films parmi lesquels le très célébré Hochelaga du réalisateur Michel Jetté, en 2000. En 2002, il a renversé le public et la critique en interprétant le rôle de Lucia, un jeune travesti, dans le très attendu Histoire de Pen du même réalisateur, rôle pour lequel il fut nommé en 2003 aux prix Génie ainsi qu'aux prix Jutra (Canada\Québec). Par la suite, il a entrepris des études en Beaux-Arts à l'UQAM (Université du Québec à Montréal) ainsi qu'à l'Université Concordia. Il a réalisé plusieurs expositions : Rêves et autres histoires vraies en 2014, Œuvres sur papier en 2016 ainsi que les Joues du jour en 2017.

## Filmographie

### télévision
- 1993 : Soho : Choubi
- 1995 : Radio Enfer : Benoît Gariépy
- 1998 : Opération tango : Benoît Moussin
- 2001 : Rivière-des-Jérémie : Maxime Legendre
- 2006 : Virginie : Alain Bélair

### Cinéma
- 2000 : Hochelaga : Marc
- 2002 : Histoire de Pen : Lucia
- 2003 : Les Invasions barbares : Dr. Maxime Dupuis
- 2004 : 8 : Pierre-Olivier
- 2005 : La Dernière Incarnation : Homme en noir albinos
- 2006 : Meatmarket.ca : Gabriel
- 2008 : Mon cher Robert : Lancelot
- 2010 : Sel : Maxime

### Théâtre
- 2001 : Aurores boréales : le réceptionniste, mise en scène de Gill Champagne pour le FTA
- 2003 : Racine revu et corrigé : Titus, mise en scène de Josée Roussy pour le Théâtre Face Public
- 2006 : Molière en Hiver, une adaptation libre du Misanthrope : Alceste, mise en scène de Cristina Iovita
- 2009 : 33 Prières dans le ventre de la baleine : Aladin & Sisyphe, mise en lecture d'Alice Ronfard pour le TNM

## Récompenses et nominations

### Nominations
- Prix Jutra 2003, meilleur acteur de soutien pour le film Histoire de Pen
- The 23rd Genie Awards, Best Supporting Actor pour le film Histoire de Pen